# Couscous mit Fisch
Couscous mit Fisch (Originaltitel: La graine et le mulet) ist ein französischer Film von Abdel Kechiche aus dem Jahr 2007.

## Handlung
Slimane Beiji ist maghrebinischer Herkunft und arbeitet seit 35 Jahren im Hafen von Sète in einer Werft. Er ist geschieden und lebt im Hotel seiner Geliebten und deren Tochter Rym, die ihn als ihren zweiten Vater betrachtet. Auch wenn die Arbeit immer schwerer und der Verdienst immer geringer wird, versucht er nach wie vor in der Nähe seiner nun erwachsenen und verheirateten Kinder zu bleiben und diese zu unterstützen. Nachdem er entlassen wird, will er seinen Traum von einem Couscous-Restaurant auf einem alten Schiff im Hafen wahr machen. Behörden und Konkurrenz erschweren ihm die Verwirklichung seines Traumes. Hinzu kommen die Zwiste in seiner Großfamilie und nur Rym begeistert sich für das Projekt, das mit der handwerklichen Hilfe seines jüngsten Sohnes Riadh doch noch Gestalt annimmt und zur Hoffnung seiner ganzen Familie wird. Als jedoch ein Fest, bei dem ihm auch befreundete Musiker ihre Unterstützung geben, die Eröffnung des Restaurants feiern soll, kommt es zur Katastrophe. Sein Sohn Majid entdeckt unter den Gästen seine Geliebte, die Frau eines einflussreichen Kommunalpolitikers. Er macht sich aus dem Staub und bemerkt nicht, dass sich auf dem Rücksitz seines Autos das vorbereitete Couscous befindet. Slimane versucht ihn zu finden, dabei wird ihm von Jugendlichen sein Moped gestohlen und er läuft diesem zu Fuß hinterher. Doch die Jugendlichen machen sich nur ihren Spaß aus seinem verzweifelten Bemühen. In der Zwischenzeit versucht Rym durch eine Bauchtanzvorführung die immer betrunkener werdenden Gäste vom fehlenden Essen abzulenken und die Situation im Restaurant zu retten. Ihre Mutter schleicht sich währenddessen unbemerkt vom Schiff und beginnt zuhause ein neues Couscous zuzubereiten. Auf dem Höhepunkt der Tanzvorführung sieht man, wie sie einen großen Topf die Gangway hochträgt. Slimane jedoch kann sein Moped nicht mehr erreichen, er geht in die Knie und bleibt bewegungslos am Boden liegen.

## Kritik
„Ein ebenso unterhaltsamer wie intellektueller Film, der sein Sujet realistisch, aber mit spürbarer Zuneigung angeht.“

## Auszeichnungen
- Internationale Filmfestspiele von Venedig 2007
  - Marcello-Mastroianni-Preis für die Beste schauspielerische Nachwuchsleistung: Hafsia Herzi
  - Großer Preis der Jury: Abdel Kechiche
  - FIPRESCI-Preis
- César 2008 für den besten Film, die beste Regie, die beste Nachwuchsdarstellerin (Hafsia Herzi) und das beste Originaldrehbuch
- Syndicat Français de la Critique de Cinéma et des Films de Télévision 2008 – Bester französischer Film
- Tromsø Internasjonale Filmfestival 2008: FIPRESCI-Preis